# IC 4226
IC 4226 ist eine linsenförmige Galaxie vom Hubble-Typ S0 im Sternbild Jagdhunde am Nordsternhimmel. Sie ist schätzungsweise 248 Millionen Lichtjahre von der Milchstraße entfernt und hat einen Durchmesser von etwa 30.000 Lj.

Im selben Himmelsareal befinden sich u. a. die Galaxien NGC 5074, NGC 5127, IC 4225, IC 4227.
Das Objekt wurde am 6. Juni 1896 von Stéphane Javelle entdeckt.